# Prawo jazdy w Hongkongu

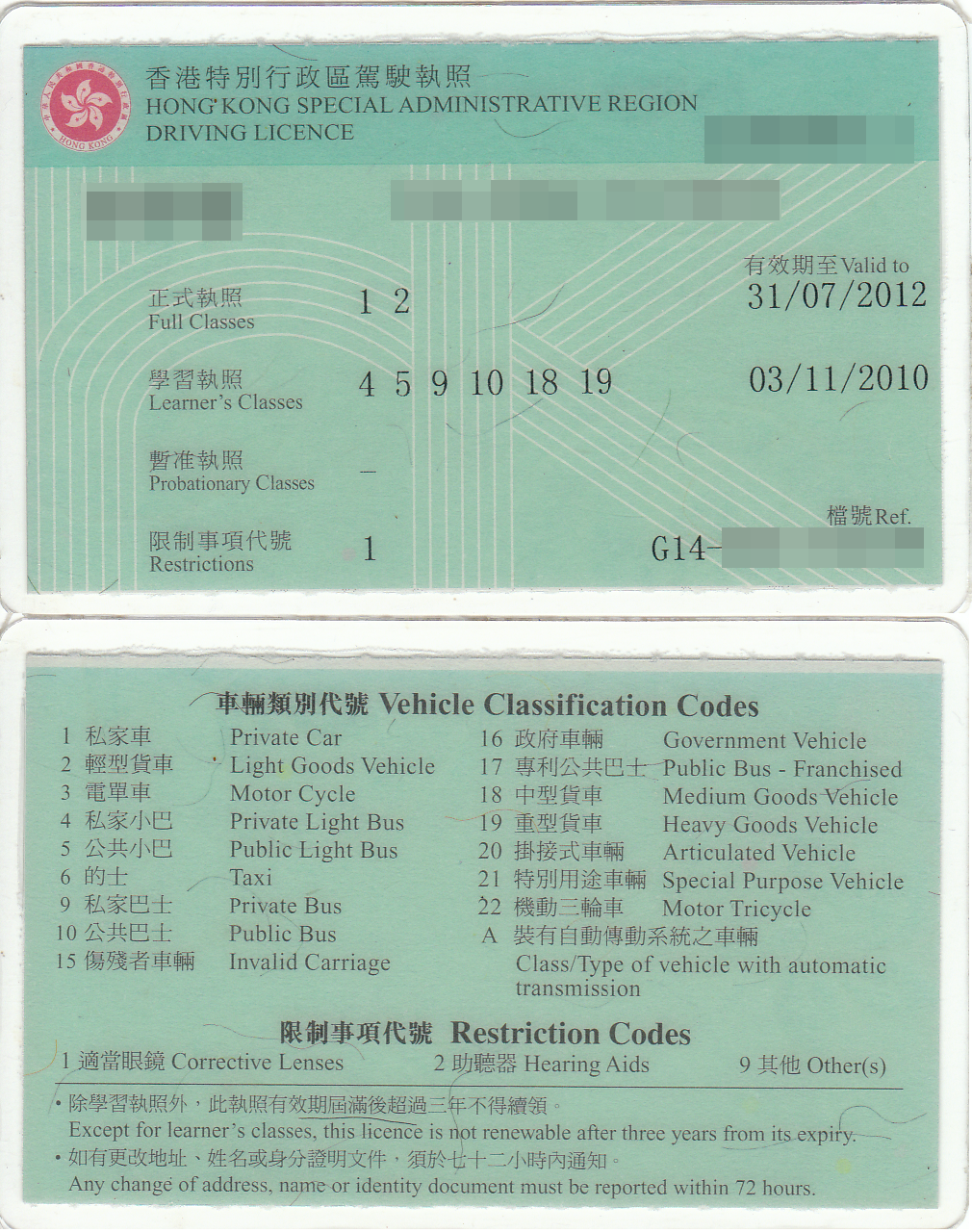
Hongkońskie prawo jazdy wydawane przez Ministerstwo Transportu Hongkongu

Prawa jazdy w Hongkongu są wydawane przez Ministerstwo Transportu Hongkongu. Pełne prawo jazdy zwykle jest ważne przez 10 lat i jest niezbędne do kierowania pojazdem mechanicznym. Większość praw jazdy wydawana jest kandydatom, którzy zdali egzamin na prawo jazdy dla danego typu pojazdów. Mogą one zostać wydane bez potrzeby ukończenia egzaminu, jeśli kandydat jest posiadaczem prawa jazdy wydanego po ukończeniu egzaminu na prawo jazdy na obszarze innego kraju.

## Format
Kierowca poruszający się pojazdem silnikowym po obszarze Hongkongu oprócz prawa jazdy musi mieć ze sobą dokument tożsamości, dlatego prawo jazdy zawiera mniej informacji niż te wydawane w większości innych krajów. Jego obecna wersja zawiera jedynie nazwisko posiadacza, numer identyfikacyjny (zazwyczaj jest to ten sam numer, który znajduje się na dowodzie osobistym), kategoria prawa jazdy i data wydania.

## Kody klasyfikacji pojazdów
- 1 Prywatny
- 2 Lekki samochód ciężarowy
- 3 Motocykl
- 4 Prywatny lekki autobus
- 5 Publiczny lekki autobus
- 6 Taksówka
- 9 Prywatny autobus
- 10 Publiczny autobus
- 15 Pojazd dla osób niepełnosprawnych
- 16 Pojazd rządowy
- 17 Autobus publiczny – franczyzowy
- 18 Średni pojazd ciężarowy
- 19 Ciężki pojazd ciężarowy
- 20 Pojazd przegubowy
- 21 Pojazd specjalny
- 22 Pojazd trzykołowy
- Klasa / Typ pojazdu z automatyczną skrzynią biegów

## Próbne prawo jazdy
Od 1 października 2000 roku każda osoba, która zda egzamin na kierowanie motocyklem lub pojazdem trójkołowym, musi przejść 12-miesięczny okres próbny. Od 2009 roku to samo prawo dotyczy posiadaczy prawa jazdy na kierowanie samochodem osobowym i ciężarowym. Okres próbny zostanie przedłużony o 6 miesięcy, jeśli kierowca zostanie skazany za drobne wykroczenia. Okres próbny zostanie unieważniony, jeśli kierowca zostanie skazany za poważne wykroczenia.